# Gilgamesh, roi d'Ourouk
Gilgamesh, roi d'ourouk (titre original : Gilgamesh the King) est un roman de l'auteur américain Robert Silverberg publié en 1984. Le livre est inspiré de l'Épopée de Gilgamesh. Le récit utilise le mode réaliste. À la manière de mémoires, Gilgamesh le narrateur raconte sa quête d'immortalité.
Dans sa postface de février 1984, l’auteur précise s’être appuyé essentiellement sur les traductions d’Alexander Heidel (1946) et d’E. A. Speiser (1955). Des poèmes sumériens traduits par Samuel Noah Kramer (1955) ont également servi pour d’autres épisodes de la vie de Gilgamesh.

## Résumé
Le récit débute par la mort du roi d’Ourouk, Lugalbanda, père de Gilgamesh, alors que ce dernier était enfant. Cette confrontation à la mort marque profondément le héros. De là est née sa détermination à y échapper.

## Suite
Robert Silverberg a publié en 1989 une suite à ce roman, Jusqu'aux portes de la vie (To the Land of the Living). Le second roman tient davantage de la fantasy.